# Hadař kalifornský
Hadař kalifornský (Callechelys guineensis) je paprskoploutvá ryba z čeledi hadařovití (Ophichthidae).
Druh byl popsán roku 1893 ichtyologem B. Osóriem.

## Popis a výskyt
Maximální délka ryby je 108 cm.
Podlouhlé, zploštělé tělo světle modré až oranžové barvy, břicho růžové, hlava světle žlutá. Tmavě hnědé skvrny na těle.
Ryba byla nalezena ve vodách západního a východního Atlantiku: Florida, Portoriko, Bahamy, Svatý Bartoloměj, možná Venezuela a Malé Antily, Senegal, Kapverdy. Obývá písčitá dna.